# Жермен (Ен)
Жермен (фр. Germaine) насеље је и општина у североисточној Француској у региону Пикардија, у департману Ен (Пикардија) која припада префектури Сен Кентен.
По подацима из 2011. године у општини је живело 65 становника, а густина насељености је износила 14,32 становника/km². Општина се простире на површини од 4,54 km². Налази се на средњој надморској висини од 91 метар (максималној 94 m, а минималној 68 m).

## Демографија
| 1962. | 1968. | 1975. | 1982. | 1990. | 1999. | 2011. |
| ----- | ----- | ----- | ----- | ----- | ----- | ----- |
| 93    | 105   | 106   | 103   | 75    | 67    | 65    |

График промене броја становника у току последњих година